# Sportequipe 8

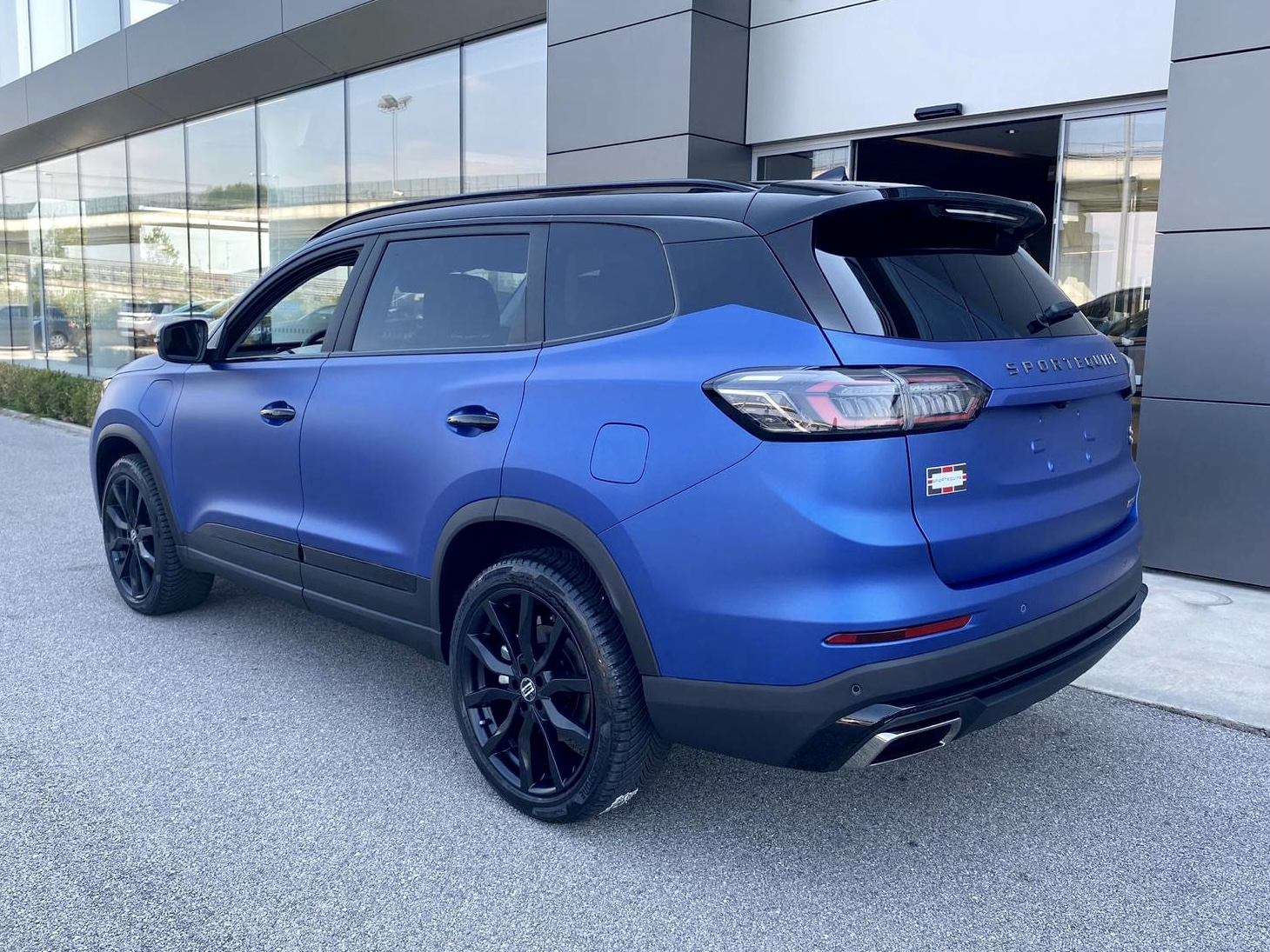
Heckansicht

Der Sportequipe 8 ist ein Sport Utility Vehicle des italienischen Automobilherstellers DR Automobiles, das baugleich mit dem chinesischen Tiggo 8 Plus von Chery ist.

## Geschichte
Vorgestellt wurde das siebensitzige Fahrzeug im Oktober 2022 auf dem Pariser Autosalon. Seit November 2023 wird es in Italien verkauft.

## Technische Daten
Der 4,70 Meter lange Sportequipe 8 ist ein Plug-in-Hybrid mit einem 55-Liter-Tank und einem Lithium-Ionen-Akkumulator mit einem Energieinhalt von 19,3 kWh. Das Fahrzeug kombiniert einen aufgeladenen 1,5-Liter-Ottomotor mit zwei Elektromotoren. Die Systemleistung wird mit 233 kW (317 PS) angegeben. Das Fahrzeug hat ein dediziertes Hybridgetriebe und Vorderradantrieb. Die Räder sind an MacPherson-Federbeinen und Querlenkern vorne und einer Mehrlenkerachse hinten aufgehängt. Auf 100 km/h soll der Wagen in 6,9 Sekunden beschleunigen, die Höchstgeschwindigkeit gibt der Hersteller mit 201 km/h an. Das SUV erfüllt die Abgasnorm Euro 6e.
|                                             | Sportequipe 8                   |
| Bauzeitraum                                 | seit 11/2023                    |
| Motorkenndaten                              |                                 |
| Motortyp                                    | R4-Ottomotor + 2 Elektromotoren |
| Hubraum                                     | 1498 cm³                        |
| max. Leistung des Verbrennungsmotors        | 108 kW (146 PS) bei 5500 min−1  |
| max. Leistung der Elektromotoren            | 55 kW (75 PS) und 70 kW (95 PS) |
| max. Systemleistung                         | 233 kW (317 PS)                 |
| max. Drehmoment des Verbrennungsmotors      | 210 Nm bei 1750–4000 min−1      |
| max. Drehmoment der Elektromotoren          | 155 Nm und 160 Nm               |
| Kraftübertragung                            |                                 |
| Antrieb                                     | Vorderradantrieb                |
| Getriebe                                    | Dediziertes Hybridgetriebe      |
| Messwerte                                   |                                 |
| Höchstgeschwindigkeit                       | 201 km/h                        |
| Beschleunigung, 0–100 km/h                  | 6,9 s                           |
| Tankinhalt                                  | 55 l                            |
| Energieinhalt Lithium-Ionen-Akku            | 19,3 kWh                        |
| Kraftstoffverbrauch auf 100 km (kombiniert) | 1,0 l Super (WLTP)              |
| CO2-Emissionen (kombiniert)                 | 22 g/km (WLTP)                  |
| Abgasnorm                                   | Euro 6e                         |